# Scutellaria oligophlebia
Scutellaria oligophlebia là một loài thực vật có hoa trong họ Hoa môi. Loài này được Merr. & Chun ex C.Y.Wu & S.Chow miêu tả khoa học đầu tiên năm 1977.